# Buire-le-Sec
Buire-le-Sec település Franciaországban, Pas-de-Calais megyében. Lakosainak száma 752 fő (2022. január 1.). Buire-le-Sec Campagne-lès-Hesdin, Maintenay, Saint-Rémy-au-Bois és Boisjean községekkel határos.

## Népesség
A település népességének változása:
| Lakosok száma | 796  | 790  | 798  | 777  | 771  | 765  | 759  | 756  | 752  |
|               | 2013 | 2015 | 2016 | 2017 | 2018 | 2019 | 2020 | 2021 | 2022 |